# ده نو (زلاغي الشرقي)
ده نو (بالفارسية: ده نو) هي قرية تقع في إيران في قسم زلاغي الشرقي الریفي. يقدر عدد سكانها بـ 33 نسمة .